# آلکسان آوتیسیان
آلکسان اونیکی آوتیسیان (ارمنی: Ալեքսան Օնիկի Ավետիսյան؛ زادهٔ ۲۶ ژانویهٔ ۱۹۶۰) یک سیاستمدار اهل ارمنستان است که از تاریخ ۱۹۹۰ تا تاریخ ۱۹۹۹ سمت نمایندگی دوره‌های اول شورای عالی جمهوری ارمنستان و اول مجلس ملی جمهوری ارمنستان را برعهده داشت.

## زندگی‌نامه
در ۲۶ ژانویه ۱۹۶۰ ‏ در مارالیک به دنیا آمد و از انستیتو دولتی فرهنگ سلامت و ورزش پرورش اندام ارمنستان فارغ‌التحصیل شد. 